# Acrogenospora novae-zelandiae
Acrogenospora novae-zelandiae är en svampart som beskrevs av S. Hughes 1978. Acrogenospora novae-zelandiae ingår i släktet Acrogenospora och familjen Hysteriaceae.   Inga underarter finns listade i Catalogue of Life.